# Kreis Arnstadt
De Kreis Arnstadt was een kreis in de Duitse Democratische Republiek. De kreis bestond tussen 1952 en 1994 en maakte deel uit van de Bezirk Erfurt en aansluitend van het Land Thüringen na de Duitse hereniging. Kreisstadt was Arnstadt.

## Geschiedenis
Op 25 juli 1952 vond er in de DDR een omvangrijke herindeling plaats, waarbij onder andere de deelstaten werden opgeheven en nieuwe Bezirke werden gevormd. De kreis ontstond bij deze herindeling uit het noordelijke deel van de Landkreis Arnstadt (uit het zuidelijke deel ontstond de Kreis Ilmenau) en enkele gemeenten rondom Crawinkel en Kirchheim. Bestuurlijk werd de kreis bij de Bezirk Erfurt ingedeeld.
Op 17 mei 1990 werd de kreis in Landkreis Arnstadt hernoemd. Bij de Duitse hereniging later dat jaar werd de landkreis onderdeel van het nieuw gevormde Land Thüringen. Vier jaar later, op 1 juli 1994, vond er een herindeling in Thüringen plaats, waarbij de kreis werd opgeheven en samengevoegd met Ilmenau tot de Ilm-Kreis. Bij deze herindeling werd de gemeente Crawinkel overgeheveld naar de Landkreis Gotha. Kreisstadt bleef Arnstadt.

## Referentie
1. ↑  Gesetz über die Selbstverwaltung der Gemeinden und Landkreise in der DDR (Kommunalverfassung) vom 17. Mai 1990[dode link]

Apolda · 
Arnstadt · 
Eisenach · 
Erfurt (stadtkreis) · 
Erfurt-Land · 
Gotha · 
Heiligenstadt · 
Langensalza · 
Mühlhausen · 
Nordhausen · 
Sömmerda · 
Sondershausen · 
Weimar (stadtkreis) · 
Weimar-Land · 
Worbis